# Mount Assiniboine
Mount Assiniboine je hora o nadmořské výšce 3 618 metrů v Kanadě. Nachází se kontinentálním rozvodí mezi Pacifikem a Atlantikem na hranici mezi Britskou Kolumbií a Albertou.
Je nejvyšším vrcholem v jižní části kanadských Skalnatých hor. Díky pyramidálnímu tvaru hory se Assiniboine často nazývá „Matterhornem“ Skalnatých hor. Mount Assiniboine stoupá téměř 1525 metrů nad jezero Magog.
Mount Assiniboine byl pojmenován Georgeem M. Dawsonem v roce 1885. Když Dawson viděl horu Assiniboine z Copper Mountain, viděl, jak se oblak mraků pohybuje od vrcholu. Připomnělo mu to sloupy kouře vycházející ze špiček týpí Indiánů.

## Dějiny
Horolezec Walter Wilcox, cestující na koni, doprovázený Barretem a J. F. Porterem a pod vedením Billem Peytem, poprvé obešel Mount Assiniboine. Přestože v té době poznamenal, že na tuto horu bylo příliš obtížné vystoupit, Wilcox se vrátil v roce 1899, aby zkusil výstup na horu. Ale kvůli špatnému počasí se musel vzdát. Následující rok, 1900, se dva chicagští bratři, doprovázení dvěma švýcarskými průvodci, museli vrátit ze strmé svahů Mount Assiniboine. Wilcox to zkusil znovu vystoupit na foru v roce 1901, ale kvůli silnému dešti a sněhu se musel vzdát výstup 300 metrů pod vrcholem.
Pouze o pět týdnů později, 3. září 1901 se Jamesu Outramovi, doprovázenému dvěma švýcarskými průvodci Christianem Haslerem a Christianem Bohrenen, konečně podařilo vyšplhat na vrchol přes jihozápadní zeď, překročit vrchol a sestoupit přes severní hřeben.